# 阿克塞尔·哈格尔
阿克塞尔·哈格尔（德語：Axel Hager，1969年3月14日—），德国男子沙滩排球运动员。他曾代表德国参加1996年和2000年夏季奥林匹克运动会沙滩排球比赛，其中2000年奥运会获得一枚铜牌。